# National Union Party (USA)
National Union Party var et politisk parti i USA fra 1864 til 1868. Det var en alliance mellem det Republikanske Parti og forskellige andre fraktioner fra andre partier, heriblandt nogle demokrater fra nordstaterne (f.eks. Krigsdemokrater). Partiet blev dannet i forbindelse med præsidentvalgkampen i 1864 for at imødekomme udbrydere fra det Demokratiske Parti og herved skabe større støtte samt opbakning til den republikanske præsident Abraham Lincolns krigspolitik under den amerikanske borgerkrig.
På delstats-niveau ændrede de fleste republikanske partier ikke deres navn. Navnet blev brugt til at tiltrække krigsdemokrater, grænsestatsvælgere, unionister og medlemmer af Unionistpartiet, som ellers ikke ville have stemt på republikanere. National Union Party nominerede den siddende republikanske præsident Abraham Lincoln fra Illinois og demokraten Andrew Johnson fra Tennessee som vicepræsident. De vandt præsidentvalget i 1864 med valgmandstemmerne 212–21.